# 高岡市立東五位小学校
高岡市立東五位小学校（たかおかしりつ ひがしごいしょうがっこう）は富山県高岡市にあった公立小学校。卒業生は、5,734人。

## 沿革
- 1898年 - 開校[2]
- 2020年3月 - 高岡市立石堤小学校との統合により高岡市立五位小学校が開校するため、閉校。校舎は五位小学校の校舎として利用された[2]。

## 周辺
- 国道8号